# Araeopteron calliscia
Araeopteron calliscia är en fjärilsart som beskrevs av Turner 1902. Araeopteron calliscia ingår i släktet Araeopteron och familjen nattflyn. Inga underarter finns listade i Catalogue of Life.